# Megacriometeor
Un megacriometeor (popularment anomenat aerolit) és un bloc de gel de grans dimensions que s'ha format a l'atmosfera en condicions atmosfèriques inusuals. Aquest terme va ser encunyat el 2002 per Martinez-Frias i Travis per designar un gran conglomerat gel atmosfèric que, tot i compartir moltes característiques texturals, hidroquímiques i isotòpiques dels grans blocs de gel, es forma sota condicions atmosfèriques inusuals que es distingeixen clarament de l'escenari de núvols cumulonimbes (és a dir, en condicions de cel clar).
L'any 2000 aquest fenomen es produí diverses vegades a Espanya. El primer caigué el gener d'aquell any a Tocina (Província de Sevilla). Un segon bòlid caigué a L'Alcúdia (País Valencià). A partir d'aquí es registraren un centenar d'objectes similars, alguns dels quals fraudulents. El fet fins i tot s'estengué a Itàlia. Abans d'explicar-se l'origen del fenomen, es proposaren explicacions alternatives que incloïen que els blocs de gel provinguessin de l'espai exterior i que fossin trossos de gel caiguts de les ales de qualque avió. Després de les investigacions del CSIC, nou d'aquests objectes foren considerats realment megacriometeors.